# 4th 愛のなんちゃら指数
『4th 愛のなんちゃら指数』（フォース あいのなんちゃらしすう）は、Berryz工房の4枚目のアルバム。日本では2007年8月1日にアップフロントワークス（PICCOLO TOWN）より発売された。韓国では2008年5月26日に発売。

## 概要
初回限定盤と通常盤の2形態での発売。初回限定盤はCD＋DVD、通常盤はCDのみ。通常盤初回仕様には差替えジャケット（メンバー7人ソロ+集合）封入。

## 収録曲
全作詞・作曲：つんく
1. 愛のスキスキ指数 上昇中 [4:31]
編曲：大久保薫
2. 胸さわぎスカーレット [4:12]
編曲：湯浅公一
12thシングル。
3. 思い立ったら 吉でっせ! [3:41]
歌：徳永千奈美・須藤茉麻・熊井友理奈
編曲：平田祥一郎
4. VERY BEAUTY [4:17]
編曲：鈴木俊介
13thシングル。
5. 笑っちゃおうよ BOYFRIEND [3:44]
編曲：鈴木俊介
11thシングル。
6. 私がすることない程 全部してくれる彼 [3:09]
歌：嗣永桃子・菅谷梨沙子
編曲：前嶋康明
7. サヨナラ 激しき恋 [4:01]
編曲：山崎淳
8. 告白の噴水広場 [3:55]
編曲：平田祥一郎
14thシングル。
9. スプリンター! [3:34]
歌：清水佐紀・夏焼雅
編曲：鈴木俊介
10. サクラハラクサ [3:31]
編曲：田中直
11. 桜→入学式 [5:08]
編曲：鈴木俊介

### 初回限定盤付属DVD
2007桜満開Berryz工房ライブ 〜この感動は二度とない瞬間である〜 昼公演より
1. 胸さわぎスカーレット
2. VERY BEAUTY
3. 笑っちゃおうよ BOYFRIEND